# Magnus Jonsson i Vannsätter
Magnus Jonsson (i riksdagen kallad Jonsson i Vannsätter), född 10 januari 1826 i Söderala församling, Gävleborgs län, död 16 mars 1911 i Mo församling, Gävleborgs län, var en svensk hemmansägare och riksdagsman.
Jonsson uppges ha "studerat vid spinnrocken samt vid gårdvandringsskola 6 veckor om året, i två år". Han var 1846–1849 anställd som bonddräng, var 1850–1898 hemmansägare i Vannsätter, Söderala socken, och bedrev därjämte såg-, kvarn- och träoljefabriksrörelse. Han var även kommunal- och landstingsman.
I riksdagen var Jonsson ledamot av andra kammaren 1870–1884 för Södra Hälsinglands domsagas valkrets och 1885–1887 för Södra Hälsinglands östra tingslags valkrets.